# Malá Zmrzlá dolina
Malá Zmrzlá dolina ( polsky Dolina Jastrzębia, Mała Papirusowa Dolina německy Kleines Papirustal maďarsky KisPapiruszvölgy je prostřední ze tří nejvyšších úvalů Doliny Zeleného plesa ve Vysokých Tatrách. Leží mezi vedlejším východním ramenem Čierneho štítu, úsekem hlavního hřebene Vysokých Tater od Černého štítu po Belasú vež a její východním vedlejším hřebenem ( Karbunkulovým hrebeňom). Vzdálenost od prahu doliny po úpatí severozápadního hřebene Čierného štítu měří přibližně 1 km a táhne se od východu na západ. 

## Název
Dříve se jmenovala Malá Zamrzlá dolina. Její název je odvozen od Velké zmrzlej doliny. Poláci odvodili její jméno od její polohy pod Jastrabiou veží . 